# Szpon

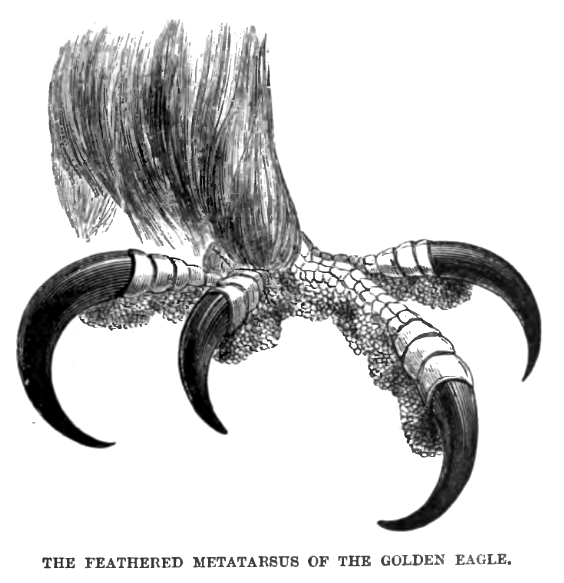
szpony orła przedniego

Szpon – ostry i odpowiednio zakrzywiony pazur ptaków drapieżnych (szponiastych oraz sów) służący do chwytania i przenoszenia martwej zdobyczy. Poza dziobem stanowi główną broń ptaków drapieżnych, pomocną w polowaniu.